# Рамазанов, Гилемдар Зигандарович
Гилемдар Зигандарович Рамазанов (тат. Гыйлемдар Җиһандар улы Рамазанов; 16 июня 1923, Старобалаково — 25 августа 1993, Уфа) — башкирский советский поэт, литературовед, переводчик.

## Биография
По национальности татарин
Депутат Верховного Совета СССР 6-го созыва. Участник Великой Отечественной войны в 1942—1945 годах.
Доктор филологических наук (1966).
Член ВКП(б)/КПСС с 1943 года (принят на Воронежском фронте).
В 1955 году редактор газеты «Совет Башкортостаны», был членом редколлегии журнала «Уральский следопыт». Председатель правления Союза журналистов Башкирии, избирался членом правления Союза писателей республики.

## Образование (года)
- Тайняшевская семилетняя школа;
- Уфимское педагогическое училище (1938);
- Давлекановское педагогическое училище (1939—1941);
- Уфимское пехотное училище (1941);
- Башкирский педагогический институт, факультет языка и литературы (1945 — 1949 год или 1946 (разные данные));
- Аспирантура Московского государственного университета. Защита кандидатской диссертации по башкирской литературе (1950—1953);
- Защита докторской диссертации по творчеству классика башкирской литературы Мажита Гафури (1966);

## Великая Отечественная
В конце 1941 года призван в Красную Армию, Давлекановский РВК, Давлекановский район, Башкирская АССР. В Красной Армии с 23 декабря 1941 года. Сначала учился в Уфимском пехотном училище, затем был курсантом в Уфимском запасном стрелковом полку.
С мая 1942 года — на фронте:
- Западный, август — сентябрь 1942 года
- Калининский, декабрь 1942 года

Участвовал в боях за города Великие Луки и Белый. В 1943 году участвовал в битве на Курской дуге. Здесь в 10-й мото-стрелковой бригаде, на Воронежском фронте (с июля 1943 года), стал кандидатом, а затем вступил (был принят) в ВКП(б). В 1943—1944 годы принимал участие в боях за освобождение Украины в составе 21-й гвардейской краснознамённой механизированной бригады, 1-й Украинский фронт в 1945 году прошёл через Польшу, Германию, Австрию.
За боевые заслуги награждён двумя орденами Красной Звезды и медалями.

## Научная деятельность
С 1953 года научный сотрудник Института истории, языка и литературы Башкирского филиала Академии Наук СССР.

## Литературная деятельность
Печатался с 1939 года. Автор сборников стихов «Наше поколение» (1947), «Слово любви» (1955 год), «Уральская поэма» (1960), «У отца» (1966), «Ветер времени» (1970) и других. В 1956 году опубликовал монографию «Образ советского человека в башкирской поэзии» («Башҡорт поэзияhында совет кешеhе образы»), в 1965 году — «Творчество Мажита Гафури» («Мәжит Ғафури ижады»), в 1973 году — «Башкирские повести».
Переводил на башкирский язык произведения А. С. Пушкина, М. Ю. Лермонтова, Н. А. Некрасова, Янки Купалы.

## Преподавательская деятельность
В 1949—1950 годах преподавал в Бирском учительском институте и педагогическом училище.

## Воинское звание
- старший сержант административной службы
- гвардии старший сержант

## Воинская должность
- Библиотекарь
- Библиотекарь политотдела

## Знаки отличия
- Медаль «За отвагу»
- Медаль «За боевые заслуги» (25 августа 1943 года)
- Орден Красной Звезды (27 апреля 1944 год)
- Орден Красной Звезды (13 сентября 1944 год)
- Орден Трудового Красного Знамени (1973 год)
- Орден «Знак Почёта» (1957 год)
- Орден Отечественной войны II степени (6 апреля 1985 год)
- Заслуженный деятель науки Башкирской АССР (1983 год).
- Премия имени Салавата Юлаева (1982 год).